# 그레이트 화이트
그레이트 화이트(영어: Great White)은 미국의 하드 락 그룹이다. 그레이트 화이트는 1978년 로스앤젤레스에서 결성되었다. 이 밴드는 1980년대와 1990년대 초에 걸쳐 인기가 있었다. 1980년대 말 여러 장의 앨범을 발매하였고, MTV에 〈Once Bitten, Twice Shy〉와 같은 곡의 뮤직 비디오를 들고 나와 활약하였다. 밴드는 그들의 1989년도 앨범 《...Twice Shy》를 냈을 때가 전성기였다. 하지만, 얼마 안 있어 글램 메탈 장르가 쇠락하자 밴드도 함께 인기를 잃어갔다.
그레이트 화이트는 1990년대 들어서도 신곡들을 발매하였다. 하지만 신곡들은 미국 내의 어느 차트에도 오르지 못하였다. 2003년, 더 스테이션 나이트클럽 화재 사고가 나자 밴드가 신문 머릿기사에 보도되었다. 로드 아일랜드 웨스트 워윅에서 난 화재 사고였는데, 이 사고로 100여 명이 죽고, 밴드의 기타리스트 타이 롱리도 사망하였다. 타이 롱리는 당시 이 밴드에 3년 몸을 담고 있었다. 그레이트 화이트는 2007년 신규 앨범을 발표하며 컴백였으며, 투어를 시작하였다.